# كولين تشو
كولين تشو (بالصينية: 鄒兆龍) هو ممثل تايواني، ولد في 11 أغسطس 1967 بكاوهسيونغ في تايوان.

## أعمال

### أفلام
- (2003) الماتريكس 2[1][2][3]
- (2003) الماتريكس 3[4][5][6]
- (2006) ميت أو حي[7]
- (2008) المملكة المحرمة[8]

## وصلات خارجية
- كولين تشو على موقع IMDb (الإنجليزية)
- كولين تشو على موقع روتن توميتوز (الإنجليزية)
- كولين تشو على موقع ألو سيني (الفرنسية)
- كولين تشو على موقع أول موفي (الإنجليزية)
- كولين تشو على موقع قاعدة بيانات الأفلام السويدية (السويدية)
- كولين تشو على موقع قاعدة بيانات الفيلم (الإنجليزية)
- كولين تشو على موقع كينوبويسك (الروسية)